# New York Symphony Orchestra
New York Symphony Orchestra var et symfoniorkester grundlagt som New York Symphony Society i New York City af Leopold Damrosch i 1878. I mange år var det en benhård konkurrent til det ældre Philharmonic Symphony Society of New York. Det blev støttet af Andrew Carnegie, som byggede Carnegie Hall, der åbnede i 1891, specifikt til orkestret. Orkestret var kendt for at spille de franske og russiske værker mere farverigt end Philharmonikkerne, som udmærkede sig med deres tyske repertoire. 
Efter sin død i 1885 blev Leopold Damrosch efterfulgt som chefdirigent af hans søn Walter Damrosch.
I 1903, under en reorganisering, blev orkestret omdøbt til New York Symphony Orchestra. Dets første indspilning blev lavet i 1917, og i 1920 blev det det første amerikanske orkester til at turnere i Europa. Radiotransmissioner begyndte i 1923. I 1928 blev orkestret sammenlagt med Philharmonic Society of New York, og tilsammen dannede de Philharmonic-Symphony Society of New York, senere New York Philharmonic.